# Pliu de tranziție
Pliu de tranziție, sau pliu de trecere, pliu anastomotic, plică de trecere, girus de tranziție (Gyrus transitivus) este un segment de circumvoluție cerebrală în formă de pliu care unește doi lobi sau două circumvoluții (girusuri) între ele în profunzimea șanțurilor cerebrale. Pliurile de tranziție sunt inconstante și de obicei nu au o denumire specială. 
Termenul englez pentru pliul de tranziție este transitional gyrus, transitional convolution, annectent gyrus, iar termenulul francez este pli de passage, pli anastomotique.